# Condado da Flandres
O Condado da Flandres foi um Estado europeu independente desde o século IX com enorme importância política em particular no século XIV. Ao longo da sua história, o Condado da Flandres expandiu os seus domínios para Hainaut, Namur, Béthune, Nevers, Auxerre e Rethel, incluindo também os Ducados de Brabante e Limburgo, através de alianças matrimoniais com as herdeiras destas terras. Ironicamente, o Condado seria anexado pelo Ducado da Borgonha, em 1405, pelo mesmo motivo.
Flandres era uma grande região comercial e importante centro de manufaturas têxteis, sendo, por isso, motivo de disputa pelos reis da França e Inglaterra durante a Guerra dos Cem Anos.

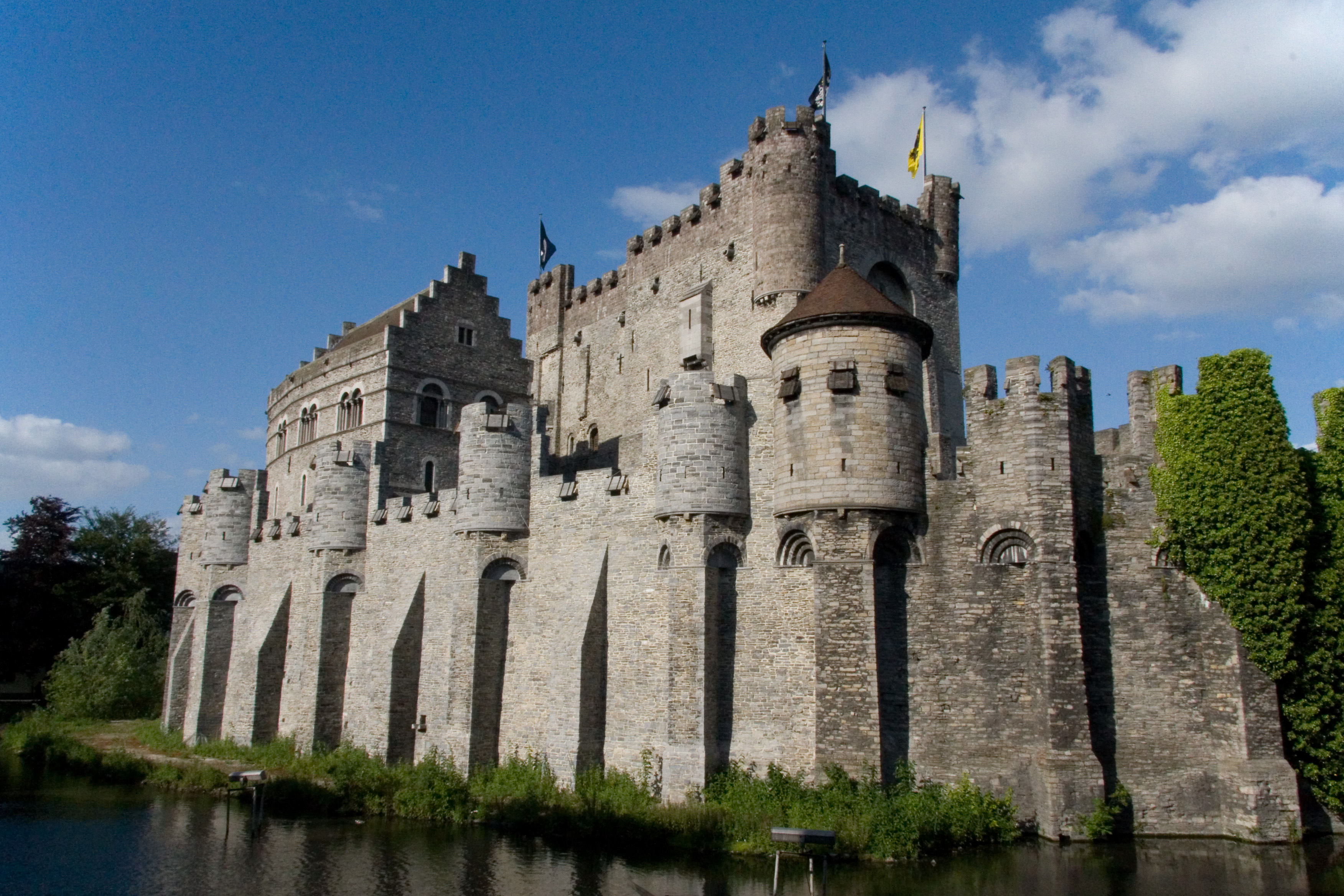
Castelo dos Condes da Flandres (Gravensteen) em Gante